# Château de Blérancourt
Le château de Blérancourt, ancien château des ducs de Gesvres, est un château situé a Blérancourt dans l'Aisne. Il abrite le musée franco-américain du château de Blérancourt.

## Historique du château
Le château aujourd'hui partiellement visible occupe un site qui fut, au Moyen Âge occupé par un autre édifice, dont des fouilles effectuées au début des années 2000 ont permis de retrouver quelques vestiges.
Aux XVe et XVIe siècles, la seigneurie appartient à la famille Lanvin, à laquelle elle est achetée en 1595 par Louis Potier de Gesvres, secrétaire d'Etat de Henri III, puis de Henri IV.

### Le château de Salomon de Brosse
Louis Potier de Gesvres transmet Blérancourt au deuxième de ses trois fils, Bernard Potier, qui prend le nom de Blérancourt

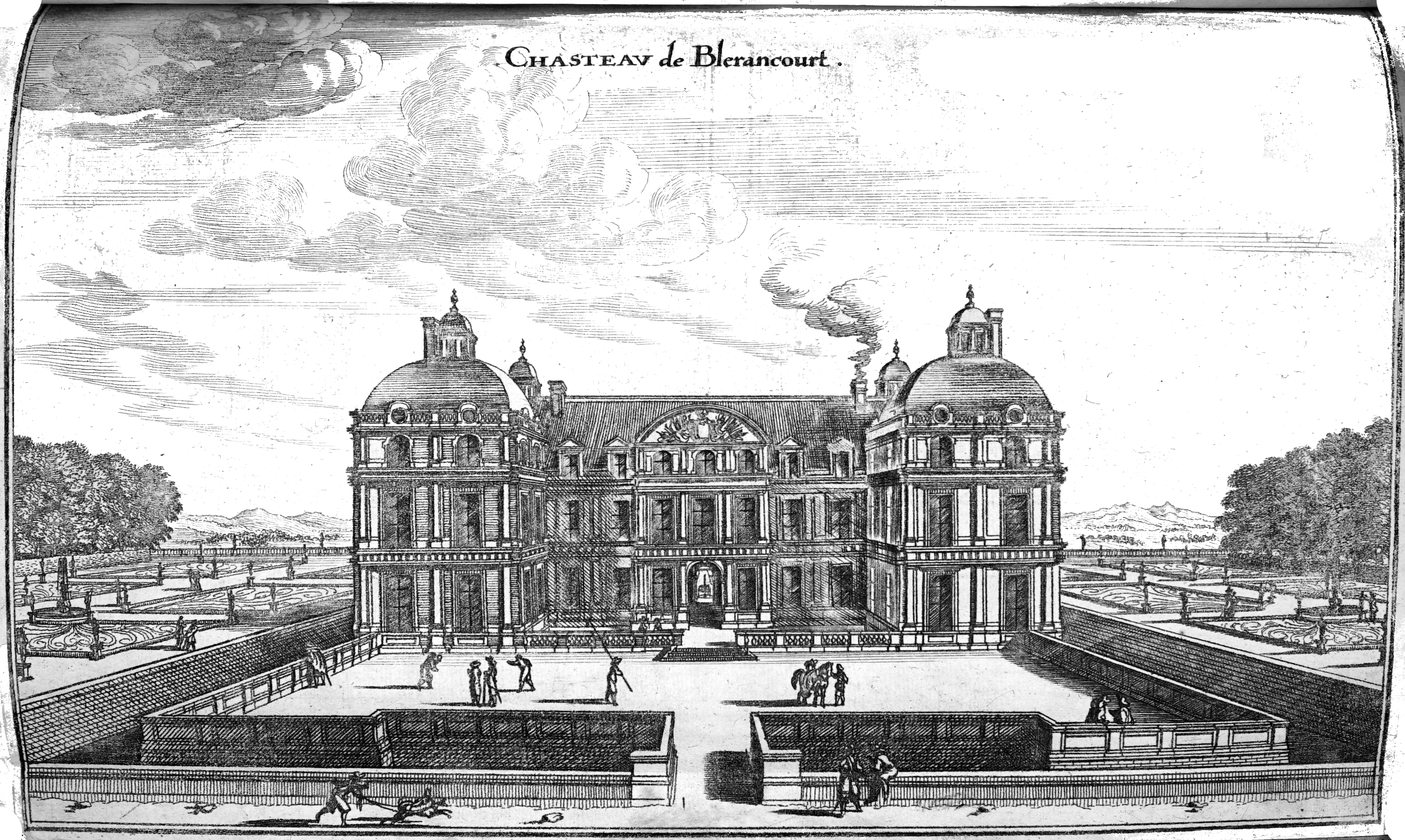
Gravure par Martin Zeiller (milieu du XVIIe siècle).

Le château, entouré de fossés, fut construit en pierre de taille, sur des plans de l'architecte Salomon de Brosse de 1612 à 1619 pour servir de résidence de campagne à Bernard Potier et à son épouse, Charlotte de Vieux-Pont. 
Le corps de logis central et deux pavillons séparés ont été bâtis sur une terrasse artificielle. Les deux pavillons annonçaient, par leur élégance, les folies du XVIIIe siècle (petits bâtiments d’agrément aménagés dans des parcs). On accédait au château par un pont et un portail monumental.
En 1661, Bernard Potier fonde à Blérancourt un orphelinat, dont il subsiste une partie des bâtiments.
A sa mort, sans postérité, en 1662, Bernard Potier laisse Blérancourt à sa nièce, fille de son frère aîné René Potier, duc de Tresmes : Anne Madeleine Potier, morte le 26 octobre 1705 sans s'être mariée. 
Celle-ci laisse à son tour la demeure à sa nièce, fille de son frère Léon Potier, duc de Gesvres : Marie Jeanne Félicie Rosalie Potier de Gesvres, morte à Paris le 10 septembre 1740, également sans s'être mariée.
En 1782, le dernier duc de Gesvres vend le domaine de Blérancourt à Jean Joseph Grenet, issu d'une famille de Lille, qui prend le nom de Grenet de Blérancourt et meurt en 1787.
À la Révolution française, le château est déclaré bien national et vendu. Le principal corps de logis est presque entièrement démoli. Les éléments de décor et les matériaux de construction récupérables furent vendus aux enchères. Seuls restèrent en place le grand portail et des deux pavillons séparés.

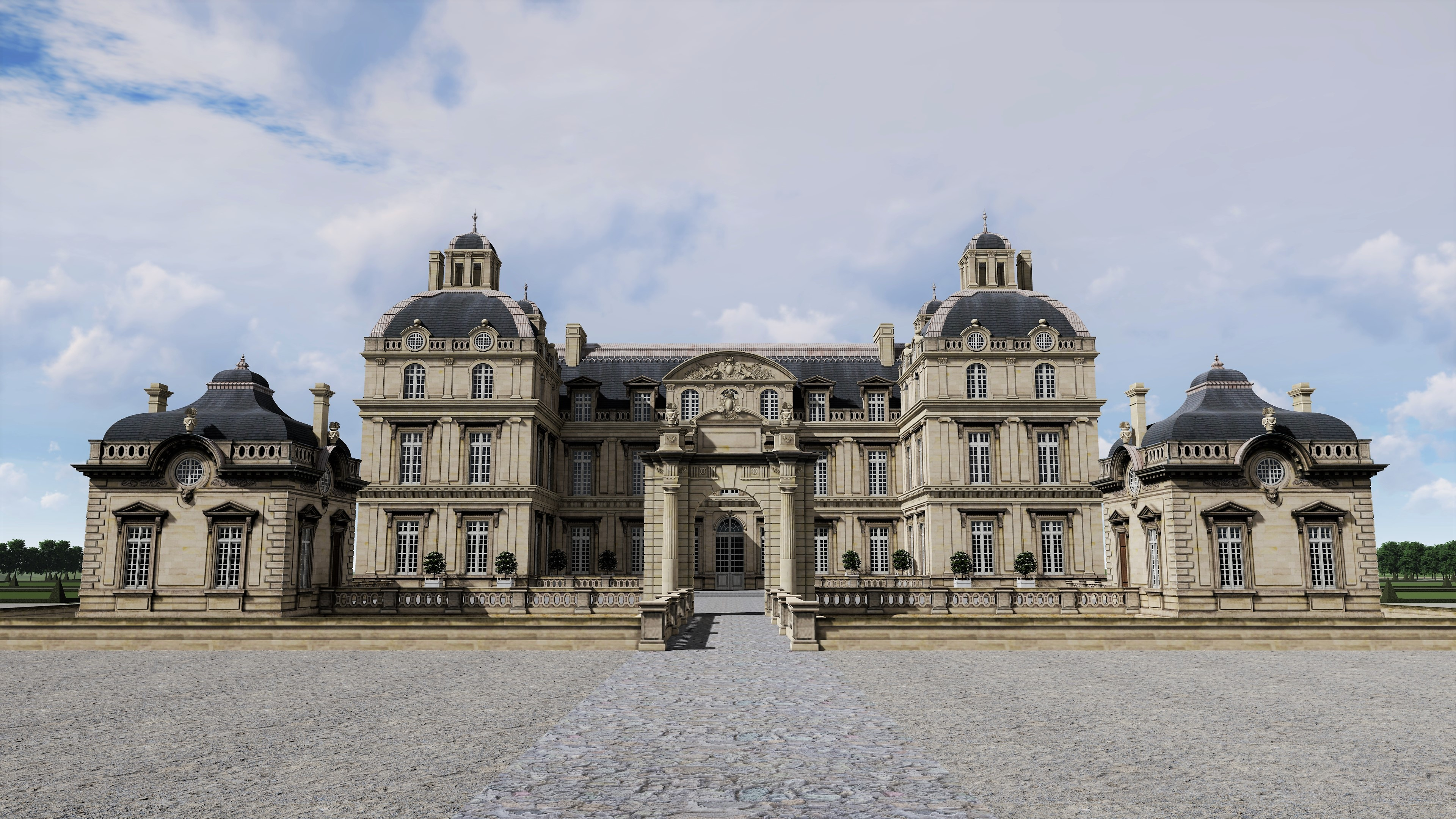
Restitution 3D du château de Blérancourt.

### Le château depuis la Première Guerre mondiale
Pendant la Première Guerre mondiale, ce qu'il restait du château fut fortement endommagé. À partir de 1917, les bâtiments restant debout abritèrent le quartier général du Comité américain pour les régions dévastées (CARD) à l'instigation d'une riche Américaine, Anne Morgan. En 1918, l'offensive allemande acheva d'endommager l'édifice. Anne Morgan achète les ruines en 1919. 
La reconstruction débute en 1924 sous la direction de l’architecte Jean Trouvelot (1897-1985). De 1928 à 1930, un nouveau bâtiment est construit à l’emplacement de l'aile nord de l’ancien château et à hauteur du rez de chaussée, pour abriter un musée. En 1938, un pavillon sud, « pavillon des volontaires », est construit symétriquement, pour abriter les souvenirs des volontaires américains de la Grande Guerre. 
Ces deux pavillons sont alors séparés et ne seront réunis que lors de travaux d'agrandissement du musée, dans les années 2010.
Ce qu'il reste du château de Blérancourt abrite aujourd'hui le musée franco-américain entouré de son parc, dit jardins du Nouveau Monde.

### Classement et protection des vestiges

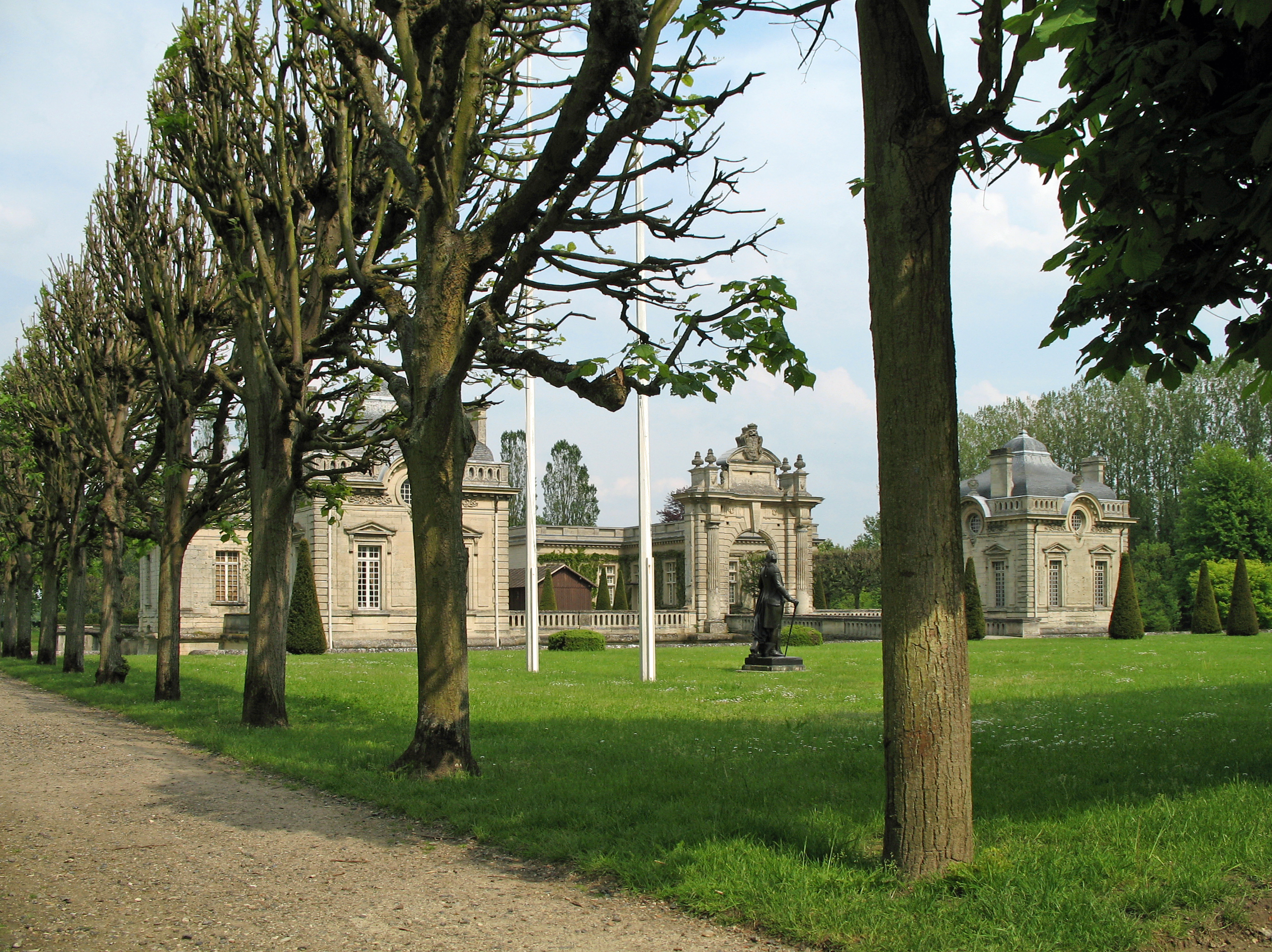
Allée plantée et statue.

L'édifice a été protégé au titre des monuments historiques en quatre tranches entre 1925 et 2002.
- La porte d'entrée, ainsi que ses deux pavillons d'angle, fait l’objet d'un classement au titre des monuments historiques depuis le 2 avril 1925.
- L'ensemble composé de la grande porte d'entrée, ainsi que les façades et toitures de deux pavillons accolés, fait l’objet d’un classement au titre des monuments historiques depuis le 19 août 1932.
- La porte en pierre dite « du potager » fait l'objet d’un classement au titre des monuments historiques depuis le 16 mai 1933.
- Les murs et protections (le pont, les douves, la terrasse, les murs de clôture qui entourent les jardins), ainsi que les communs et les parties de sol présentant un intérêt archéologique sont inscrits par arrêté du 28 septembre 2001 dans un premier temps. Cet ensemble est révisé, et fait l'objet d’une inscription au titre des monuments historiques depuis le 1er février 2002[1].

## Musée franco-américain du château de Blérancourt

### Historique du musée
Le musée franco-américain est situé dans le château et a été créé à l'initiative d'Anne Morgan, en 1924. Il est alors appelé musée historique franco-américain. Le musée, avec ses collections, fut ensuite donné à la commune de Blérancourt. Il est devenu propriété de l'État français et donné aux Musées nationaux en 1929. En 1931, il prit le nom de musée national de la Coopération franco-américaine de Blérancourt. André Girodie en a été nommé conservateur en 1927 grâce à l'intervention de Raymond Koechlin. Il est alors chargé de constituer le musée de la Coopération franco-américaine de Blérancourt, qui est ouvert au public. Le musée s'est replié sur le château de Fougères-sur-Bièvre, en 1940. En 1945, à la fin de la Seconde Guerre mondiale, le château est dévasté. André Girodie s'est employé à réinstaller le musée et à y créer un Institut d'histoire franco-américaine.
Le musée a fait l'objet d'une première campagne de rénovation en 1989 confiée aux architectes Yves Lion et Alan Levitt. Fermé, en 2005 en raison de travaux de rénovation et d'agrandissement, confiés à Yves Lion et Alan Levitt, il a rouvert ses portes, le 17 septembre 2011 après une première phase de rénovation. D'abord les deux pavillons classés monument historique, puis, en 2016, ce furent  le « pavillon Anne Morgan » et la bibliothèque qui rouvrirent leurs portes.
De 2006 à 2017, la campagne de travaux voit la construction d'une jonction, constituant une extension du musée, entre les deux pavillons nord et sud.
Cette rénovation fut inaugurée le 24 juin 2017 par la ministre de la culture, Françoise Nyssen. Le musée entièrement rénové et agrandi rouvre au public dans sa totalité, le 4 juillet 2017.
Le musée franco-américain du château de Blérancourt a été labellisé Musée de France, le 5 janvier 2002.

### Collections et activités du musée
Ce musée d'histoire et de mémoire communes transatlantiques présente au public documents et œuvres d'art depuis la guerre d'indépendance des États-Unis (1776-1783).
Les collections du musées sont présentées au public à travers cinq thèmes :
- Naissance de l'amitié franco-américaine au XVIIIe siècle ;
- Échanges artistiques aux XIXe et XXe siècle ;
- Première Guerre mondiale ;
- Fonds photographique Anne Morgan ;
- Arts graphiques.

La médiathèque, réalisation de la Fondation Anna Murray Vail, est installée dans le pavillon sud ; elle offre au public une riche collection de documents sur l'histoire franco-américaine depuis le XVIIIe siècle : 
- au rez-de-chaussée, la bibliothèque conserve, entre autres, des ouvrages traitant des jardins, de la sculpture, de la peinture, de l'architecture, de la photographie, des artistes, des personnalités, des indiens d'Amérique du Nord, de l'American Field Service, de l'Escadrille Lafayette...
- au premier étage, un service de documentation met en valeur les œuvres, les artistes, les personnalités et les thématiques ayant trait aux relations franco-américaines. Il conserve des documents et des œuvres d'art en rapport avec l'engagement américain pendant les deux guerres mondiales et sur le rôle des États-Unis dans la reconstruction des régions dévastées en France et en Europe.

Les fonds sont ainsi organisés :
- dossiers d'œuvres concernant la peinture, la sculpture, la gravure, le dessins, les médailles, les affiches, la photographie, des objets divers.
- dossiers d'artistes dont le musée possède des productions, ou dont le travail est en relation avec les objets exposés ou en rapport avec l'histoire du domaine, sont répartis en quatre domaines de la création artistique : sculpture, peinture, architecture et photographie.
- dossiers sur les personnalités ayant joué un rôle important dans l'histoire des relations franco-américaines[6].

## Les jardins du Nouveau Monde
Créés en 1986, par les paysagistes français et américains, Michel Boulcourt, Madison Cox, Mark Rudkin et financés par des mécènes américains, les jardins du Nouveau Monde plantés d'espèces originaires d'Amérique du Nord entourent le château. Ils sont composés de quatre ensembles : 
- Le jardin blanc (floraison avril-mai). Créé à l’initiative des American Friends of Blérancourt par le paysagiste américain Mark Rudkin en 1997, le parterre central est exclusivement composé de fleurs blanches et bleues : iris, jasmin, glycine, pivoine, ancolie, cœur-de-marie, pavots d’orient.
- Le jardin rose (floraison juin-juillet-août), créé en 1989 par Madison Cox. Deux pelouses rectangulaires marquent l’entrée du jardin. Au centre de chacune d’elles est planté un tulipier de Virginie. Des arbustes et des petits arbres qui fleurissent au printemps bordent le périmètre du jardin. Deux grands parterres traversées par des allées serpentines, bordées de briques patinées, sont divisés en plates-bandes géométriques de chaque côté de la grande allée centrale. Ces plates-bandes sont plantées de plantes annuelles américaines qui forment des taches de couleur. Elles sont délimitées par des buis taillés. Au-delà d’une allée transversale, deux autres plates-bandes, l’une en forme de cercle, l’autre de forme carrée sont elles aussi plantées de plantes annuelles américaines.
- Le jardin jaune (floraison juillet-octobre), œuvre de Mark Rudkin et de Michel Boulcourt, a été réalisé en 1989. Il est composé de deux parties : l'une fleurit en plein été offre des camaïeux de jaunes et de blancs où cosmos et tournesols côtoient certaines variétés de roses d’Inde, d’heleopsis et d’oenotheras ; la seconde séparée de la première par une haie en thuya émeraude, fleurit en automne avec ses tonalités de bleus, violets, lilas et mauves avec asters hauts et nains, héliotropes, dahlias et verveine.
- Le jardin de la mémoire (floraison fin mai-début juillet), créé par Mark Rudkin, à l'occasion des 90 ans de la fin de la Première Guerre mondiale. Il se veut un hommage aux soldats, américains, britanniques et français, morts cours des deux guerres mondiales. Sa composition florale offre à partir d'un sentier qui serpente à travers une prairie tricolore : coquelicots, bleuets et cosmos[9].

Un arboretum complète le jardin et regroupe une collection remarquable d’espèces américaines qui ont été choisies pour leurs couleurs automnales : érable, chêne, liquidambar, magnolia de Virginie, entre autres.